# Stammliste des Hauses Mecklenburg

Frühestes Stammwappen der Herzöge zu Mecklenburg, vor 1340

Stammliste des Hauses Mecklenburg (Obodriten) mit den in der Wikipedia vertretenen Personen und wichtigen Zwischengliedern.

## Von Niklot bis Johann I.
1. Niklot († 1160), Fürst der Obodriten
  1. Pribislaw († 1178), Fürst der Obodriten
    1. Heinrich Borwin I., Herr zu Mecklenburg, ⚭ Mathilde
      1. Nikolaus II. († 1225), Herr von Gadebusch
      2. Heinrich Borwin II. (* 1170; † 1226), Herr zu Mecklenburg
        1. Johann I. (* 1211; † 1264), Herr zu Mecklenburg, ⚭ Luitgart von Henneberg; → Nachkommen siehe unten, Linie Mecklenburg
        2. Nikolaus I., Herr zu Werle, ⚭ Jutta von Anhalt; → Nachkommen siehe unten, Linie Werle
        3. Heinrich Borwin III. (* um 1220; † 1278), Herr zu Rostock, ⚭ Sophie von Schweden († 1241)
          1. Johann († vor 27. Oktober 1266)
          2. Waldemar (* vor 1241; † 1282), Herr zu Rostock, ⚭ Agnes von Holstein-Kiel; – Linie Rostock
            1. (Heinrich) Borwin († vor 1285)
            2. Johann († vor 1285)
            3. Nikolaus (* vor 1262; † 1314), Herr zu Rostock, ⚭ Margarete von Pommern-Wolgast; → Linie Rostock ausgestorben
              1. Elisabeth, ⚭ Christian von Delmenhorst

          3. Heinrich († jung)
          4. Erich († jung)

        4. Pribislaw I. (* 1224; † 1275), Herr zu Parchim-Richenberg; – Linie Parchim
          1. Pribislaw II. (* 1270; † 1316), Herr von Białogard; → Linie Parchim ausgestorben
          2. NNw (* 1270 belegt)

        5. Margarete († nach 1267), ⚭ Gunzelin III. (Schwerin)
        6. Mechtild († nach 1270), ⚭ Sambor II., Herzog von Pommerellen

### Linie Mecklenburg (Von Johann I. bis Magnus II.)
1. Johann I. (* 1211; † 1264), Herr zu Mecklenburg, ⚭ Luitgart von Henneberg; → Vorfahren siehe oben
  1. Heinrich I. (* um 1230; † 1302), Herr zu Mecklenburg, ⚭ Anastasia von Pommern (* um 1245; † 1317)
    1. Heinrich II. (* 1266; † 1329), Herr zu Mecklenburg, ⚭ I) Beatrix von Brandenburg († 1314), ⚭ II) Anna von Sachsen-Wittenberg († 1327)
      1. I) Mechthild (* 1293; † 1357), ⚭ Otto III. (Braunschweig-Lüneburg)
      2. II) Heinrich (* 1316; † 1321)
      3. II) Anastasia (* 1317; † 1321)
      4. II) Albrecht II. (* 1318; † 1379), Herr zu Mecklenburg, 1348 Herzog zu Mecklenburg, ⚭ I) Euphemia von Schweden, ⚭ II) Adelheid von Hohnstein
        1. Heinrich III. (* 1337; † 1383)
          1. Albrecht IV. (* 1363; † 1388)

        2. Albrecht III. (* 1338; † 1412), Herzog zu Mecklenburg, König von Schweden
          1. Erich (* 1359; † 1397)
          2. Albrecht V. (* 1397; † 1423)

        3. Magnus I. (* um 1345; † 1384), ⚭ Elisabeth von Pommern-Wolgast
          1. Johann IV. (* vor 1370; † 1422), ⚭ Katharina von Sachsen-Lauenburg
            1. Heinrich IV. (* 1417; † 1477), ⚭ Dorothea von Brandenburg (* 1420; † 1491)
              1. Albrecht VI. (* 1438; † 1483), ⚭ Katharina von Lindau-Ruppin († 1485)
              2. Johann VI. (* 1439; † 1474)
              3. Magnus II. (* 1441; † 1503), ⚭ Sophie von Pommern (* 1460; † 1504); → Nachkommen siehe unten, Linie Mecklenburg
              4. Katharina (* 1442; † 1451/52)
              5. Anna (* 1447; † 1464)
              6. Elisabeth (* 1449; † 1506), Äbtissin von Ribnitz
              7. Balthasar (* 1451; † 1507), ⚭ Margarete von Pommern

            2. Johann V. (* 1418; † 1442), ⚭ Anna von Pommern-Stettin († nach 1447)

          2. Euphemia († 1417), ⚭ Balthasar (Werle) (* um 1375; † 1421)

        4. Ingeborg (* um 1340; † 1395), ⚭ I) Ludwig VI. (Bayern), ⚭ II) Heinrich II. (Holstein-Rendsburg)
        5. Anna († 1415), ⚭ Adolf IX.

      5. II) Agnes (* 1320; † 1340), ⚭ Nikolaus III. (Werle)
      6. II) Johann I. (Mecklenburg-Stargard) († 1392); → Nachkommen siehe unten, Linie Mecklenburg-Stargard
      7. II) Beatrix (* 1324; † 1399), Äbtissin im Kloster Ribnitz

    2. Johann III. (* 1270; † 1289), ⚭ Helena von Rügen († 1315)
    3. Luitgard († 1283)

  2. Albrecht I., ⚭ NNw, Tochter des Nikolaus I. (Werle)
  3. Hermann, Domherr zu Schwerin
  4. Elisabeth, ⚭ Gerhard I. (Holstein-Itzehoe)
  5. Nikolaus III., Domherr in Lübeck
  6. Poppo
  7. Johann II. (* um 1250; † 1299)
    1. Lütgard († nach 1353)
    2. Johann († jung)
    3. Elisabeth, 1352 Äbtissin von Rehna

#### Linie Mecklenburg (Von Magnus II. bis Friedrich und Adolf Friedrich II.)
1. Magnus II. (* 1441; † 1503), ⚭ Sophie von Pommern (* 1460; † 1504), Tochter von Herzog Erich II. (Pommern) (um 1425–1474); → Vorfahren siehe oben, Linie Mecklenburg
  1. Heinrich V. (* 1479; † 1552), ⚭ (I) Ursula von Brandenburg (1488–1510), Tochter von Kurfürst Johann Cicero (* 1455; † 1499); ⚭ (II) Helene von der Pfalz (* 1493; † 1524), Tochter von Kurfürst Philipp (Pfalz) (* 1448; † 1508); ⚭ (III) Ursula von Sachsen-Lauenburg, Tochter von Herzog Magnus I. (Sachsen-Lauenburg) (* 1470; † 1543)
    1. Magnus III. (* 1509; † 1550), Bischof von Schwerin, ⚭ Elisabeth von Dänemark und Norwegen (* 1524; † 1586), Tochter von König Friedrich I. (Dänemark und Norwegen) (* 1471; † 1533)
    2. Sophie (* 1508; † 1541), ⚭ Herzog Ernst I. (Braunschweig-Lüneburg) (* 1497; † 1546)
    3. Ursula (* 1510; † 1586), Äbtissin im Kloster Ribnitz
    4. Philipp (* 1514; † 1557)
    5. Margarethe († 1586), ⚭ Herzog Heinrich II. (Münsterberg-Oels) (* 1507; † 1548)
    6. Katharina († 1586), ⚭ Herzog Friedrich III. (Liegnitz) (* 1520; † 1570)

  2. Dorothea (* 1480; † 1537), Äbtissin zu Ribnitz
  3. Sophie, ⚭ Kurfürst Johann der Beständige (* 1468; † 1532)
  4. Erich II. (* 1483; † 1508)
  5. Anna (* 1485; † 1525), ⚭ Landgraf Wilhelm II. (Hessen) (* 1469; † 1509)
  6. Albrecht VII. (* 1486; † 1547), ⚭ Anna von Brandenburg (* 1507; † 1567), Tochter von Kurfürst Joachim I. (Brandenburg) (* 1484; † 1535)
    1. Johann Albrecht I. (* 1525; † 1576), ⚭ Anna Sophia von Preußen (* 1527; † 1591), Tochter von Herzog Albrecht (Preußen) (* 1490; † 1568)
      1. Albrecht (* 1556; † 1561)
      2. Johann VII. (* 1558; † 1592), ⚭ Sophia von Schleswig-Holstein-Gottorf (* 1569; † 1634), Tochter von Herzog Adolf I. (Schleswig-Holstein-Gottorf) (* 1526; † 1586)
        1. Adolf Friedrich I. (* 1588; † 1658) – Schwerin
          1. Christian Ludwig I. (* 1623; † 1692)
          2. Sophie Agnes (* 1625; † 1694), Äbtissin von Kloster Rühn bei Bützow
          3. Karl (* 1626; † 1670)
          4. Anna Maria (* 1627; † 1669), ⚭ Herzog August (Sachsen-Weißenfels) (* 1614; † 1680)
          5. Johann Georg (* 1629; † 1675), ⚭ Elisabeth Eleonore von Braunschweig-Wolfenbüttel (* 1658; † 1729), Tochter von Fürst Anton Ulrich (Braunschweig-Wolfenbüttel) (* 1633; † 1714)
          6. Gustav Rudolf (* 1632; † 1670)
          7. Juliane Sibylle (* 1636; † 1701)
          8. Friedrich (* 1638; † 1688), ⚭ Christine Wilhelmine von Hessen-Homburg (* 1653; † 1722), Tochter von Wilhelm Christoph (Hessen-Homburg) (* 1625; † 1681); → Nachfahren siehe unten, Linie Mecklenburg-Schwerin
          9. Christina zu Mecklenburg (* 1639; † 1693), Äbtissin von Gandersheim
          10. Marie Elisabeth zu Mecklenburg (* 1646; † 1713), Äbtissin von Gandersheim
          11. Anne Sophie (* 1647; † 1726), ⚭ Herzog Julius Siegmund (Württemberg-Juliusburg) (* 1653; † 1684)
          12. Adolf Friedrich II. (* 1658; † 1708), (regierender) Herzog zu Mecklenburg [-Strelitz]; → Nachfahren siehe Linie Mecklenburg-Strelitz

        2. Johann Albrecht II. (* 1590; † 1636), ⚭ (I) Margarete Elisabeth von Mecklenburg-Schwerin (* 1584; † 1616), Tochter von Christoph von Mecklenburg (* 1537; † 1592); ⚭ (II) Elisabeth von Hessen-Kassel (* 1596; † 1625), Tochter von Moritz (Hessen-Kassel) (* 1572; † 1632); ⚭ (III) Eleonore Marie von Anhalt-Bernburg (* 1600; † 1657), Tochter von Fürst Christian I. (Anhalt-Bernburg) (* 1568; † 1630) – Güstrow
          1. (I) Johann Christoph (* 1611; † 1612)
          2. (I) Elisabeth Sophie (* 1613; † 1676), ⚭ Herzog August II. (Braunschweig-Wolfenbüttel) (* 1579; † 1666), gen. der Jüngere
          3. (I) Christine Margarete zu Mecklenburg (* 1615; † 1666), ⚭ (I) Franz Albrecht von Sachsen-Lauenburg (* 1598; † 1642), Feldmarschall; ⚭ (II) Herzog Christian Ludwig I. (Mecklenburg) (* 1623; † 1692)
          4. (I) Karl Heinrich (* 1616; † 1618)
          5. (III) Anna Sophie (* 1628; † 1666), ⚭ Herzog Ludwig IV. (Liegnitz) (* 1616; † 1663)
          6. (III) Johann Christian (* 1629; † 1631)
          7. (III) Eleonore (* 1630; † 1631)
          8. (III) Gustav Adolf (* 1633; † 1695), ⚭ Magdalena Sibylla von Schleswig-Holstein-Gottorf (* 1631; † 1719), Tochter von Friedrich III. (Schleswig-Holstein-Gottorf) (* 1597; † 1659)
            1. Johann (* 1655; † 1660)
            2. Eleonore (* 1657; † 1672)
            3. Marie (* 1659; † 1701), ⚭ Adolf Friedrich II. (Mecklenburg) (* 1658; † 1708)
            4. Magdalene (* 1660; † 1702)
            5. Sophie (* 1662; † 1738), ⚭ Christian Ulrich I. (Württemberg-Oels) (* 1652; † 1704)
            6. Christine (* 1663; † 1749), ⚭ Graf Ludwig Christian von Stolberg-Gedern (* 1652; † 1710)
            7. Karl (* 1664; † 1688), ⚭ Maria Amalia von Brandenburg (* 1670; † 1739), Tochter von Kurfürst Friedrich Wilhelm (Brandenburg) (* 1620; † 1688), gen. der Große Kurfürst
            8. Hedwig Eleanore (* 1666; † 1735), ⚭ August (Sachsen-Merseburg-Zörbig) (* 1655; † 1715)
            9. Louise (* 1667; † 1721), ⚭ König Friedrich IV. (Dänemark und Norwegen) (* 1671; † 1730)
            10. Elisabeth (* 1668; † 1738), ⚭ Heinrich (Sachsen-Merseburg) (* 1661; † 1738)
            11. Auguste (* 1674; † 1756)

          9. (III) Louise (* 1635; † 1648)

      3. Sigismund August (* 1560; † 1600)

    2. Ulrich (* 1527; † 1603), ⚭ Elisabeth von Dänemark (* 1524; † 1586), Tochter von König Friedrich I. (Dänemark und Norwegen) (* 1471; † 1533)
      1. Sophie (* 1557; † 1631), ⚭ König Friedrich II. (Dänemark und Norwegen) (* 1534; † 1588)

    3. Georg (* 1528; † 1552), gefallen
    4. Anna (* 1533; † 1602), ∞ Gotthard Kettler, Herzog von Kurland (* 1517; † 1587)
    5. Christoph (* 1537; † 1592), Administrator von Ratzeburg
      1. Margarete Elisabeth (* 1584; † 1616), ⚭ Johann Albrecht II. (Mecklenburg) (* 1590; † 1636)

    6. Karl I. (* 1540; † 1610)

  7. Katharina (* 1487; † 1561), ⚭ Herzog Heinrich (Sachsen) (* 1473; † 1541), gen. der Fromme

##### Linie Mecklenburg-Schwerin (Von Friedrich bis Friedrich Franz I.)
1. Friedrich (* 1638; † 1688), ⚭ Christine Wilhelmine von Hessen-Homburg (* 1653; † 1722), Tochter von Wilhelm Christoph (Hessen-Homburg) (* 1625; † 1681); → Vorfahren siehe oben, Linie Mecklenburg
  1. Friedrich Wilhelm (I.) (* 1675; † 1713), ⚭ Sofia Charlotte von Hessen-Kassel (* 1678; † 1749), Tochter von Landgraf Karl (Hessen-Kassel) (* 1654; † 1730)
  2. Karl Leopold (* 1678; † 1747), ⚭ Katharina Iwanowna von Russland (* 1691; † 1733), Tochter von Zar Iwan V. (Russland) (* 1666; † 1696)
    1. Anna Leopoldowna (* 1718; † 1746), ⚭ Anton Ulrich von Braunschweig (* 1714; † 1774)

  3. Christian Ludwig II. (* 1683; † 1756), ⚭ Gustave Caroline von Mecklenburg-Strelitz (* 1694; † 1748), Tochter von Adolf Friedrich II. (* 1658; † 1708)
    1. Friedrich (* 1717; † 1785), ⚭ Louise Friederike von Württemberg (* 1722; † 1791), Tochter von Friedrich Ludwig von Württemberg (* 1698; † 1731)
    2. Ulrike Sophie (* 1723; † 1813)
    3. Ludwig (* 1725; † 1778), ⚭ Charlotte Sophie von Sachsen-Coburg-Saalfeld (* 1731; † 1810), Tochter von Franz Josias (Sachsen-Coburg-Saalfeld) (* 1697; † 1764)
      1. Friedrich Franz I. (* 1756; † 1837), Großherzog von Mecklenburg [-Schwerin], ⚭ Luise von Sachsen-Gotha-Roda (* 1756; † 1808), Tochter von Johann August von Sachsen-Gotha-Roda (* 1704; † 1767); → Nachfahren siehe unten, Linie Mecklenburg-Schwerin
      2. Sophia (* 1758; † 1794), ⚭ Friedrich von Dänemark (* 1753; † 1805)

    4. Luise (* 1730)
    5. Amalie (* 1732; † 1775)

  4. Sophie Luise (* 1685; † 1735), ⚭ König Friedrich I. (Preußen) (* 1657; † 1713)

###### Linie Mecklenburg-Schwerin (Von Friedrich Franz I. an)
1. Friedrich Franz I. (* 1756; † 1837), anfangs (regierender) Herzog zu Mecklenburg [-Schwerin], ab 1815 Großherzog von Mecklenburg [-Schwerin], ⚭ Luise von Sachsen-Gotha-Altenburg (* 1756; † 1808), Tochter von Johann August von Sachsen-Gotha-Altenburg (* 1704; † 1767), Generalfeldmarschall; → Vorfahren siehe oben, Linie Mecklenburg-Schwerin
  1. Friedrich Ludwig (* 1778; † 1819), ⚭ (I) Helena Pawlowna Romanowa (* 1784; † 1803), Tochter von Zar Paul I. (Russland) (* 1754; † 1801); ⚭ (II) Karoline Luise von Sachsen-Weimar-Eisenach (* 1786; † 1816), Tochter von Großherzog Karl August von Sachsen-Weimar-Eisenach (1757–1828) (* 1757; † 1828); ⚭ (III) Auguste von Hessen-Homburg (* 1776; † 1871), Tochter von Landgraf Friedrich V. (Hessen-Homburg) (* 1748; † 1820)
    1. Paul Friedrich (* 1800; † 1842), ⚭ Alexandrine von Preußen (* 1803; † 1892), Tochter von König Friedrich Wilhelm III. (Preußen) (* 1770; † 1840)
      1. Friedrich Franz II. (* 1823; † 1883)
        1. Friedrich Franz III. (* 1851; † 1897), ⚭ Anastasia Michailowna Romanowa (* 1860; † 1922), Tochter von Großfürst Michael Nikolajewitsch Romanow (* 1832; † 1909)
          1. Alexandrine (* 1879; † 1952), ⚭ König Christian X. (* 1870; † 1947)
          2. Friedrich Franz IV. (* 1882; † 1945), ⚭ Alexandra von Hannover und Cumberland (* 1882; † 1963), Tochter von Herzog Ernst August von Hannover (* 1845; † 1923)
            1. Friedrich Franz (* 1910; † 2001)
            2. Christian Ludwig (* 1912; † 1996), ⚭ Barbara von Preußen (* 1920; † 1994), Tochter von Prinz Sigismund von Preußen (* 1896; † 1978)
              1. Donata (* 1956), ⚭ Alexander von Solodkoff (* 1951)
              2. Edwina (* 1960), ⚭ Konrad von Posern (* 1964)

            3. Olga (* 1916; † 1917)
            4. Thyra (* 1919; † 1981)
            5. Anastasia (* 1922; † 1979), ⚭ Friedrich Ferdinand zu Schleswig-Holstein-Sonderburg-Glücksburg (1913–1989)

          3. Cecilie (* 1886; † 1954), ⚭ Kronprinz Wilhelm von Preußen (1882–1951)

        2. Paul Friedrich (* 1852; † 1923), ⚭ Marie Prinzessin zu Windisch-Graetz (* 1856; † 1929), Tochter von Hugo von Windisch-Grätz (* 1823; † 1904)
          1. Paul Friedrich (* 1882; † 1904)
          2. Marie Luise (* 1883; † 1887)
          3. Marie Antoinette (* 1884; † 1944), gen. Manette
          4. Heinrich Borwin (* 1885; † 1942)
          5. Josef (*/† 1889)

        3. Marie (* 1854; † 1920), ⚭ Großfürst Wladimir Alexandrowitsch Romanow (* 1847; † 1909)
        4. Nikolaus (* 1855; † 1856)
        5. Johann Albrecht (* 1857; † 1920), ⚭ Elisabeth von Sachsen-Weimar-Eisenach (* 1854; † 1908), Tochter von Karl Alexander (Sachsen-Weimar-Eisenach) (* 1818; † 1901)
        6. Alexander (1859)
        7. Anna (* 1865; † 1882)
        8. Elisabeth Alexandrine Mathilde (* 1869; † 1955), ⚭ Friedrich August (Oldenburg, Großherzog) (* 1852; † 1931)
        9. Friedrich Wilhelm (* 1871; † 1897), ertrunken
        10. Adolf Friedrich (* 1873; † 1969)
          1. Woizlawa-Feodora (* 1918; † 2019) ⚭ Heinrich I. Prinz Reuß-Köstritz (* 1910; † 1982)

        11. Heinrich (* 1876; † 1934), ⚭ Königin Wilhelmina (Niederlande) (* 1880; † 1962), Tochter von König Wilhelm III. (Niederlande) (* 1817; † 1890)
          1. Juliana (* 1909; † 2004), Königin, ⚭ Bernhard zur Lippe-Biesterfeld (* 1911; † 2004)

      2. Luise (* 1824; † 1859), ⚭ Hugo zu Windisch-Graetz (* 1823; † 1904)
      3. Wilhelm (* 1827; † 1879), ⚭ Alexandrine von Preußen (1842–1906), Tochter von Albrecht von Preußen (* 1809; † 1872)
        1. Charlotte (* 1868; † 1944), ⚭ Prinz Heinrich XVIII. (* 1847; † 1911), Sohn von Heinrich II. (* 1831; † 1852), Reuß jüngere Linie

    2. Marie (* 1803; † 1862), ⚭ Herzog Georg (Sachsen-Altenburg) (* 1796; † 1853)
    3. Albrecht (* 1812; † 1834)
    4. Helene (* 1814; † 1858), ⚭ Ferdinand Philippe d’Orléans, duc de Chartres (* 1810; † 1842)
    5. Magnus (* 1815; † 1816)

  2. Luise Charlotte zu Mecklenburg (* 1779; † 1801), ⚭ Herzog August (Sachsen-Gotha-Altenburg) (* 1772; † 1822)
  3. Gustav Wilhelm zu Mecklenburg (* 1781; † 1851)
  4. Karl August Christian zu Mecklenburg (* 1782; † 1833)
  5. Charlotte Friederike von Mecklenburg (* 1784; † 1840), ⚭ König Christian VIII. (Dänemark und Norwegen) (* 1786; † 1848)
  6. Adolf zu Mecklenburg (* 1785; † 1821)

### Linie Mecklenburg-Stargard
1. Johann I. († 1392); → Vorfahren siehe oben, Linie Mecklenburg
  1. Anna, ⚭ Wartislaw VI. von Pommern-Wolgast
  2. Johann II. († 1416), Herzog zu Mecklenburg-Stargard, 1408 Herr zu Sternberg, Friedland, Fürstenberg und Lychen, ⚭ Katharine (Wilheida) von Litauen
    1. Agnes, († 1467) ⚭ Otto II. von Pommern
    2. Johann III. (* 1389; † um 1438), Herzog von Mecklenburg-Stargard, Herr zu Sternberg, ⚭ Luttrud von Anhalt-Köthen
    3. Anna (1390–1467), Äbtissin in Kloster Ribnitz 1423–1467

  3. Ulrich I. († 1417), Herzog zu Mecklenburg-Stargard, 1408 Herr zu Neubrandenburg, Stargard, Strelitz und Wesenberg, ⚭ Margerete von Pommern-Stettin
    1. Anna, Äbtissin zu Wanzka
    2. Albrecht II. († 1423), Herzog zu Mecklenburg-Stargard-Neubrandenburg
    3. Heinrich († 1466), Herzog zu Mecklenburg-Stargard, 1436 Herr zu Werle, ⚭ I) Jutta († 1427), Tochter des Nikolaus V. (Werle), ⚭ II) Ingeburg von Pommern, ⚭ III) Margarete von Braunschweig-Lüneburg (1442–1512)
      1. Ulrich II. († 1471), Herzog zu Mecklenburg-Stargard, ⚭ Katherina, Tochter des Wilhelm (Werle); → Linie Mecklenburg-Stargard ausgestorben
        1. Ingeburg († um 1509), ⚭ Eberwin II. von Bentheim
        2. Elisabeth († 1532), Priorin im Kloster Rehna

      2. Margarete († vor 1451)
      3. Magdalene († 1532), ⚭ Wartislaw X. von Pommern
      4. Anna, Nonne im Kloster Ribnitz († 1498)

  4. Rudolf († nach 1415), Bischof von Skara, Bischof von Schwerin
  5. Albrecht I. († 1397), Koadjutor zu Dorpat
  6. Konstanze (* um 1373; † 1408)

### Linie Werle
1. Nikolaus I., Herr zu Werle, ⚭ Jutta von Anhalt; → Vorfahren siehe oben
  1. NNw, ⚭ Konrad I. von Gützkow
  2. NNw, ⚭ Albrecht I. (Mecklenburg)
  3. Bernhard I. (* um 1245; † um 1286), Herr zu Werle
  4. Hedwig († 1287), ⚭ Johann II. (Brandenburg)
  5. Heinrich I., Herr zu Werle-Güstrow, ⚭ I) Rixa Birgersdotter, ⚭ II) Mathilde von Braunschweig-Lüneburg
    1. Nikolaus († um 1299)
    2. Heinrich II. († nach 1308), Herr von Penzlin
    3. Rixa († 1316), ⚭ Albrecht II. (Braunschweig-Wolfenbüttel-Göttingen)

  6. Johann I., Herr zu Werle-Parchim, ⚭ Sophia von Lindow-Ruppin
    1. Nikolaus II. (* vor 1275; † 1316), Herr zu Werle, ⚭ I) Richsa von Dänemark († 1308), ⚭ II) Mathilde von Braunschweig-Lüneburg
      1. I) Johann III. (* um 1300; † 1345), Herr zu Werle-Goldberg, ⚭ I) Mechthild von Pommern († um 1332), ⚭ II) Richardis
        1. I) Johann zu Werle-Goldberg († 1341)
        2. I) Nikolaus IV. († 1354), Herr zu Werle-Goldberg, ⚭ Agnes von Lindow-Ruppin († nach 1361)
          1. Johann IV. († 1374), Herr zu Werle-Goldberg
          2. Mechthild († 1403), ⚭ Lorenz (Werle)
          3. Agnes, ⚭ Johann VI. (Werle)

        3. I) Mechthild († 1361), ⚭ Otto I. (Schwerin)
        4. II) Sophia von Werle-Goldberg († 1384), ⚭ Albrecht II. von Lindow-Ruppin
        5. II) Rixa von Werle-Goldberg, 1392 Priorin im Kloster Dobbertin

      2. I) Sophia († 1339), ⚭ Gerhard III. (Holstein-Rendsburg)

    2. Johann II. (* nach 1250; † 1337), Herr zu Werle-Güstrow, ⚭ Mechthild von Braunschweig
      1. Nikolaus III., Herr zu Werle-Güstrow, ⚭ I) Agnes von Mecklenburg (* 1320; † 1340), ⚭ II) Mechthild von Holstein-Kiel
        1. I) Lorenz, Herr zu Werle-Güstrow, ⚭ Mechthild († 1402), Tochter von Nikolaus IV. (Werle)
          1. Balthasar († 1421), Herr zu Werle-Güstrow, Fürst zu Wenden, ⚭ I) Euphemia von Mecklenburg († 1417), ⚭ II) Heilwig von Holstein-Rendsburg († vor 1436)
          2. Johann VII. († 1414), Herr zu Werle-Güstrow, ⚭ Katherina von Sachsen-Lauenburg (* um 1400; † 1450)
          3. Wilhelm († 1436), Herr zu Werle-Güstrow, Werle-Waren und Werle-Goldberg, Fürst zu Wenden, ⚭ I) Anna von Anhalt († 1426), ⚭ II) Sophie von Pommern-Wolgast; → Linie Werle ausgestorben
            1. Katharina, ⚭ II) Ulrich II. (Mecklenburg-Stargard)

        2. I) Johann V. († vor 1378)
        3. II) Katharina († 1402), ⚭ Albrecht V. (Sachsen-Lauenburg)

      2. Bernhard II., Herr zu Werle-Waren und Werle-Goldberg, ⚭ Elisabeth von Holstein-Plön († vor 1410)
        1. Johann VI. (* nach 1341; † nach 1385), Herr zu Werle-Waren und Werle-Goldberg, ⚭ Agnes, Tochter des Nikolaus IV. (Werle)
          1. Nikolaus V. († nach 1408), Herr zu Werle-Waren und Werle-Goldberg, ⚭ Sophie von Pommern-Wolgast († vor 1408)
            1. Jutta (Judith), ⚭ Heinrich (Mecklenburg-Stargard)

          2. Christoph († 1425), Herr zu Werle-Waren und Werle-Goldberg, Fürst zu Wenden
          3. Agnes († nach 1449), Nonne zu Malchow
          4. Mirislava († nach 1436)

        2. Mirislava, Nonne
        3. Mechthild, ⚭ Heinrich III. (Mecklenburg)

      3. Sophia (* 1329; † 1364), ⚭ I) Albrecht IV. (Sachsen-Lauenburg), ⚭ II) Barnim IV. (Pommern)
      4. Anna, Nonne im Kloster Dobbertin

    3. Gunter († nach 1310), Domherr zu Güstrow
    4. Heinrich († nach 1291), Dominikaner zu Röbel
    5. Bernhard († nach 1309), Dominikaner zu Röbel
    6. Henning († nach 1311)